# Sergio Ibarra
Sergio Ramón Ibarra (Río Cuarto, 11 gennaio 1973) è un allenatore di calcio ed ex calciatore argentino con cittadinanza peruviana.

## Carriera
Nonostante sia nato in Argentina, Ibarra gioca quasi tutta la sua carriera in Perù, di cui ha la cittadinanza.
Secondo El Gráfico è il giocatore argentino che ha segnato più gol all'estero.
Detiene anche il record di reti nella massima serie peruviana.

## Palmarès
- Recopa Sudamericana: 1

Cienciano: 2004